# Daan Schalck
Daan Jacques Maria Schalck (Gent, 26 april 1963) is een Belgisch voormalig politicus voor sp.a.

## Levensloop
Daan Schalck studeerde in 1987 af als licentiaat in de geschiedenis aan de Universiteit Gent. Hij startte zijn loopbaan bij de drinkwaterintercommunale TMVW, waar hij van  1988 tot 1995 werkte als commercieel directeur. Vervolgens was hij van 1995 tot 1999 adviseur van de Gentse havenschepen Daniël Termont.
Voor de toenmalige SP, vanaf 2001 sp.a geheten, was Schalck eerste opvolger bij de federale verkiezingen van juni 1999 op de Kamerlijst in de kieskring Gent-Eeklo. Vanaf juli 1999 zetelde hij in de Kamer van volksvertegenwoordigers ter vervanging van federaal minister Luc Van den Bossche. In mei 2003 werd Schalck voor de kieskring Oost-Vlaanderen herkozen, tot hij in juli 2004 de politiek verliet. Gedurende zijn parlementaire loopbaan hield hij zich bezig met de domeinen mobiliteit, defensie en overheidsbedrijven. Ook was hij van 2000 tot 2002 lid van de parlementaire onderzoekscommissie naar de Belgische rol in de moord op de eerste Congolese premier Patrice Lumumba in 1961. Van 2002 tot 2004 was Schalck tevens voorzitter van de Gentse afdeling van de sp.a.
In juli 2004 verliet Schalck de politiek en ging hij aan de slag in de privésector, als consultant bij Ernst & Young. Hij bleef er aan de slag tot in 2007 en was vervolgens tot 2009 algemeen directeur van de Maatschappij voor het haven-, grond- en industrialisatiebeleid van de Linkerscheldeoever - intercommunale Beveren-Waas. Van 2009 tot 2018 was hij in opvolging van Eugeen Van Craeyvelt directeur-generaal van het Havenbedrijf Gent. Het Havenbedrijf Gent fuseerde in 2018 met de havens van Terneuzen en Vlissingen tot North Sea Port. Schalck werd samen met Nederlander Jan Lagasse CEO van dit bedrijf. Na het vertrek van Lagasse in september 2020 bleef hij als enige CEO over. Schalck moest een strategisch ontwikkelingsplan voor de Gentse haven uitwerken. Een verdere ontwikkeling van de haveninfrastructuur, de invulling van de bedrijventerreinen en uitbouw van een tweede zeesluis in Terneuzen behoorden tot de prioriteiten. In oktober 2024 legde Schalck om persoonlijke redenen zijn functie als CEO van North Sea Port neer.
Sinds 2025 is hij algemeen directeur van zijn eigen strategisch consultingsbureau. 
Schalck is of was tevens:
- voorzitter van de Mobiliteitsraad van Vlaanderen (MORA) (2007-2023),
- bestuurder van Gent Festival van Vlaanderen (sinds 2018),
- bestuurder van spoorwegmaatschappij NMBS (sinds 2021),[6]
- lid van het remuneratiecomité van de Vlaamse overheid (tot 2023),
- bestuurder van hogeschool HOGENT,
- voorzitter van zangkoor Collegium Vocale Gent.

Ook was hij gastdocent aan het Maritiem Instituut van de faculteit rechten en criminologie van de Universiteit Gent.